# São Pedro (Faro)
São Pedro foi uma das freguesias urbanas do município de Faro, com 10,97 km² de área e 14 577 habitantes (2011). Densidade: 1 328,8 hab/km². A freguesia de São Pedro, juntamente com a freguesia da Sé constituem a cidade de Faro.
Foi extinta em 2013, no âmbito de uma reforma administrativa nacional, para, em conjunto com Sé, formar uma nova freguesia denominada União das Freguesias de Faro (Sé e São Pedro) com a sede em Faro (Sé).

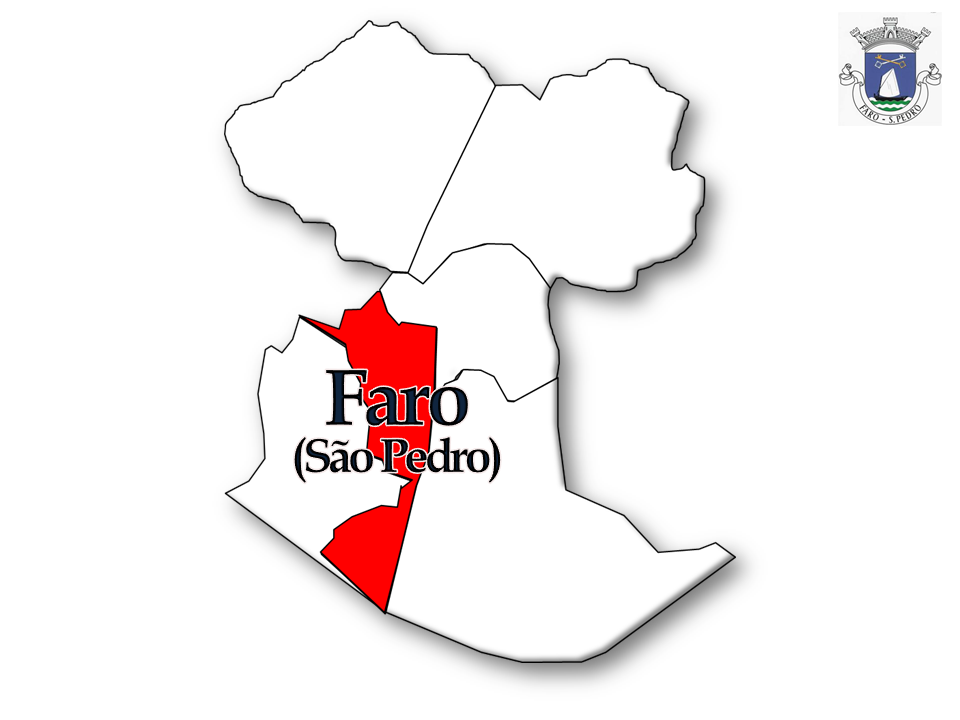
Localização da Freguesia de Faro (São Pedro) no município de Faro

## População
| População da freguesia de Faro (São Pedro) | População da freguesia de Faro (São Pedro) | População da freguesia de Faro (São Pedro) | População da freguesia de Faro (São Pedro) | População da freguesia de Faro (São Pedro) | População da freguesia de Faro (São Pedro) | População da freguesia de Faro (São Pedro) | População da freguesia de Faro (São Pedro) | População da freguesia de Faro (São Pedro) | População da freguesia de Faro (São Pedro) | População da freguesia de Faro (São Pedro) | População da freguesia de Faro (São Pedro) | População da freguesia de Faro (São Pedro) | População da freguesia de Faro (São Pedro) | População da freguesia de Faro (São Pedro) |
| ------------------------------------------ | ------------------------------------------ | ------------------------------------------ | ------------------------------------------ | ------------------------------------------ | ------------------------------------------ | ------------------------------------------ | ------------------------------------------ | ------------------------------------------ | ------------------------------------------ | ------------------------------------------ | ------------------------------------------ | ------------------------------------------ | ------------------------------------------ | ------------------------------------------ |
| 1864                                       | 1878                                       | 1890                                       | 1900                                       | 1911                                       | 1920                                       | 1930                                       | 1940                                       | 1950                                       | 1960                                       | 1970                                       | 1981                                       | 1991                                       | 2001                                       | 2011                                       |
| 3 839                                      | 4 167                                      | 4 498                                      | 5 847                                      | 6 411                                      | 6 137                                      | 8 711                                      | 9 392                                      | 10 128                                     | 10 481                                     | 8 673                                      | 13 801                                     | 14 374                                     | 12 761                                     | 14 577                                     |

Pela Lei n.o 33/97, de 12 de Julho, foi criada a freguesia de Montenegro com lugares desanexados das freguesias da Sé e de S. Pedro

## Património
- Igreja Matriz de São Pedro (Faro) ou Igreja de São Pedro
- Igreja da Ordem Terceira de Nossa Senhora do Monte do Carmo ou Igreja do Carmo
- Horta do Ourives (ou Solar do Capitão-Mor), conjunto da Casa Nobre e Capela
- Casa das Figuras
- Troços da Cerca seiscentista de Faro
- Palácio Bivar
- Palacete Guerreirinho ou Palácio da Família Guerreirinho
- Edifício da Família Mateus de Silveira ou Casa de Mateus da Silveira
- Edifício da Antiga Alfândega
- Casa de Saúde e Casa Júdice Fialho ou Centro Regional de Segurança Social do Algarve
- Casa do Capitão-Mor
- Convento de Santo António dos Capuchos (Faro) ou Convento dos Capuchos
- Palacete do Tenente João de Carvalho ou Círculo Cultural do Algarve
- Ermida de São Sebastião
- Casa Crispim (Ex. Arquivo Distrital)